# Vincent Peillon
Vincent Peillon (ur. 7 lipca 1960 w Suresnes) – francuski polityk i filozof, eurodeputowany i parlamentarzysta, w latach 2012–2014 minister edukacji narodowej.

## Życiorys
Absolwent Université Panthéon-Sorbonne. Od 1984 pracował jako wykładowca filozofii. W 1992 uzyskał doktorat z tej dziedziny. Zaangażował się w działalność Partii Socjalistycznej, pełnił funkcję sekretarza jej grupy eksperckiej, był także doradcą jej przewodniczącego. W 1994 zasiadł w prezydium krajowym PS. W latach 1997–2002 sprawował mandat posła do Zgromadzenia Narodowego XI kadencji.
Został następnie zatrudniony w Krajowym Centrum Badań Naukowych (CNRS) jako dyrektor ds. badań. Zajmował się tam badaniem dorobku Ferdinanda Buissona i źródeł francuskiej zasady laickości państwa oraz tzw. filozofii republikańskiej. Specjalizował się także w analizie myśli socjalistów przedmarksistowskich i autorów takich jak Jean Jaurès, Edgar Quinet i Pierre Leroux. Publikował prace dotyczące historii myśli socjalistycznej i republikańskiej. W jednej z nich (La Révolution française n'est pas terminée) opisywał porażkę rewolucji francuskiej, która jego zdaniem nie potrafiła zrewolucjonizować religijności we Francji. W wyniku rewolucji pojęcia religii i wiary zostały zredefiniowane w stosunku do czasów ancien régime, jednak w celu dokończenia rewolucji francuski socjalizm powinien dążyć do ustanowienia nowej religii w miejsce katolicyzmu, Vincent Peillon uznał za niedostosowaną do wolności religię poddaństwa. Rola nowej religii powinna przypaść socjalizmowi, który uosabiałby rewolucję religijną, będącą jednocześnie rewolucją moralną i materialistyczną. Laickość powinna być właściwą religią francuskiej Republiki demokratycznej i socjalnej.
W wyborach w 2004 Vincent Peillon uzyskał mandat posła do Parlamentu Europejskiego. Przystąpił do grupy Partii Europejskich Socjalistów, a także Komisji Rolnictwa i Rozwoju Wsi. W 2009 został wybrany na kolejną kadencję, w trakcie której należał do frakcji Postępowego Sojuszu Socjalistów i Demokratów oraz Komisji Spraw Zagranicznych.
W 2007 był rzecznikiem prasowym Ségolène Royal w trakcie jej kampanii wyborczej na urząd prezydenta. 16 maja 2012 objął urząd ministra edukacji narodowej w rządzie, którego premierem został Jean-Marc Ayrault. Utrzymał to stanowisko także w drugim rządzie tego samego premiera (od 21 czerwca 2012), zajmując je do 2014. 3 maja tegoż roku powrócił do Europarlamentu, utrzymując mandat w tym gremium również na okres VIII kadencji.
W styczniu 2017 wziął udział w zorganizowanych przez socjalistów prawyborach przed wyborami prezydenckimi. W pierwszej turze głosowania zajął czwarte miejsce z wynikiem blisko 7% głosów.

## Wybrane publikacje
- Vincent Peillon: La Révolution française n'est pas terminée. Paryż: Éditions du Seuil, 2008, s. 214. ISBN 978-2-02-098520-8.
- Vincent Peillon: Jean Jaurès et la religion du socialisme. Paryż: Éditions Grasset, 2000, s. 280. ISBN 978-2-246-60399-3.